# Grand Prix Francie 1952
Grand Prix Francie XXXIX Grand Prix de l'ACF
- 6. červen 1952
- Okruh Rouen-les-Essarts
- Závod ukončen po uplynutí 3 hodin
- 77 kol x 5,1 km / 392,7 km
- 19. Grand Prix
- 4. vítězství pro Alberta Ascariho
- 6. vítězství pro Ferrari

## Kvalifikace
| Poř. | *  | Jezdec                | Konstruktér    | Čas    | Rozdíl |
| ---- | -- | --------------------- | -------------- | ------ | ------ |
| 1    | 8  | Alberto Ascari        | Ferrari        | 2:14.8 | –      |
| 2    | 10 | Nino Farina           | Ferrari        | 2:16.2 | + 1.4  |
| 3    | 12 | Piero Taruffi         | Ferrari        | 2:17.1 | + 2.3  |
| 4    | 4  | Jean Behra            | Gordini        | 2:19.3 | + 4.5  |
| 5    | 2  | Robert Manzon         | Gordini        | 2:20.4 | + 5.6  |
| 6    | 44 | Maurice Trintignant   | Simca-Gordini  | 2:21.6 | + 6.8  |
| 7    | 22 | Peter Collins         | HWM-Alta       | 2:21.9 | + 7.1  |
| 8    | 6  | Prince Bira           | Gordini        | 2:23.0 | + 8.2  |
| 9    | 14 | Louis Rosier          | Ferrari        | 2:27.0 | + 12.2 |
| 10   | 24 | Yves Giraud-Cabantous | HWM-Alta       | 2:27.5 | + 12.7 |
| 11   | 16 | Toulo de Graffenried  | Maserati       | 2:28.6 | + 13.8 |
| 12   | 18 | Harry Schell          | Maserati       | 2:29.0 | + 14.2 |
| 13   | 26 | Peter Whitehead       | Alta           | 2:29.5 | + 14.7 |
| 14   | 20 | Lance Macklin         | HWM-Alta       | 2:30.9 | + 16.1 |
| 15   | 42 | Mike Hawthorn         | Cooper-Bristol | 2:32.0 | + 17.2 |
| 16   | 28 | Philippe Étancelin    | Maserati       | 2:33.7 | + 18.9 |
| 17   | 36 | Rudi Fischer          | Ferrari        | 2:34.6 | + 19.8 |
| 18   | 38 | Franco Comotti        | Ferrari        | 2:36.0 | + 21.2 |
| 19   | 40 | Piero Carini          | Ferrari        | 2:37.7 | + 22.9 |
| 20   | 32 | Johnny Claes          | Simca-Gordini  | 2:39.6 | + 24.8 |

## Závod
| Poř.   | No. | Jezdec                            | Konstruktér    | Počet kol | Čas/Odstoupení | Pořadí na startu | Body |
| ------ | --- | --------------------------------- | -------------- | --------- | -------------- | ---------------- | ---- |
| 1      | 8   | Alberto Ascari                    | Ferrari        | 77        | 3:02:42.6      | 1                | 91   |
| 2      | 10  | Nino Farina                       | Ferrari        | 76        | + 1 kolo       | 2                | 6    |
| 3      | 12  | Piero Taruffi                     | Ferrari        | 75        | + 2 kola       | 3                | 4    |
| 4      | 2   | Robert Manzon                     | Gordini        | 74        | + 3 kola       | 5                | 3    |
| 5      | 44  | Maurice Trintignant               | Simca-Gordini  | 72        | + 5 kol        | 6                | 2    |
| 6      | 22  | Peter Collins                     | HWM-Alta       | 70        | + 7 kol        | 8                |      |
| 7      | 4   | Jean Behra                        | Gordini        | 70        | + 7 kol        | 4                |      |
| 8      | 28  | Philippe Étancelin                | Maserati       | 70        | + 7 kol        | 18               |      |
| 9      | 20  | Lance Macklin                     | HWM-Alta       | 70        | + 7 kol        | 14               |      |
| 10     | 24  | Yves Giraud-Cabantous             | HWM-Alta       | 68        | + 9 kol        | 10               |      |
| 11     | 36  | Rudi Fischer Peter Hirt           | Ferrari        | 66        | + 11 kol       | 17               |      |
| 12     | 38  | Franco Comotti                    | Ferrari        | 63        | + 14 kol       | 16               |      |
| Ret    | 6   | Prince Bira                       | Gordini        | 56        | Osa            | 7                |      |
| Ret    | 42  | Mike Hawthorn                     | Cooper-Bristol | 51        | Zapalování     | 15               |      |
| Ret    | 16  | Toulo de Graffenried Harry Schell | Maserati       | 34        | Brzdy          | 12               |      |
| Ret    | 26  | Peter Whitehead                   | Alta           | 17        | Spojka         | 13               |      |
| Ret    | 14  | Louis Rosier                      | Ferrari        | 17        | Motor          | 9                |      |
| Ret    | 32  | Johnny Claes                      | Simca-Gordini  | 15        | Motor          | 20               |      |
| Ret    | 18  | Harry Schell                      | Maserati       | 7         | Převodovka     | 11               |      |
| Ret    | 40  | Piero Carini                      | Ferrari        | 2         | Motor          | 19               |      |
| DNS    | 34  | Rudi Fischer                      | Ferrari        | 0         | Motor          |                  |      |
| Zdroj: |     |                                   |                |           |                |                  |      |